# Kopalkaktus
Kopalkaktus (Strombocactus disciformis) är en monotypisk art inom kopalkaktussläktet Strombocactus och familjen kaktusväxter. Arten beskrevs för första gången av Augustin Pyramus de Candolle 1828, men då under släknamnet Mammillaria.

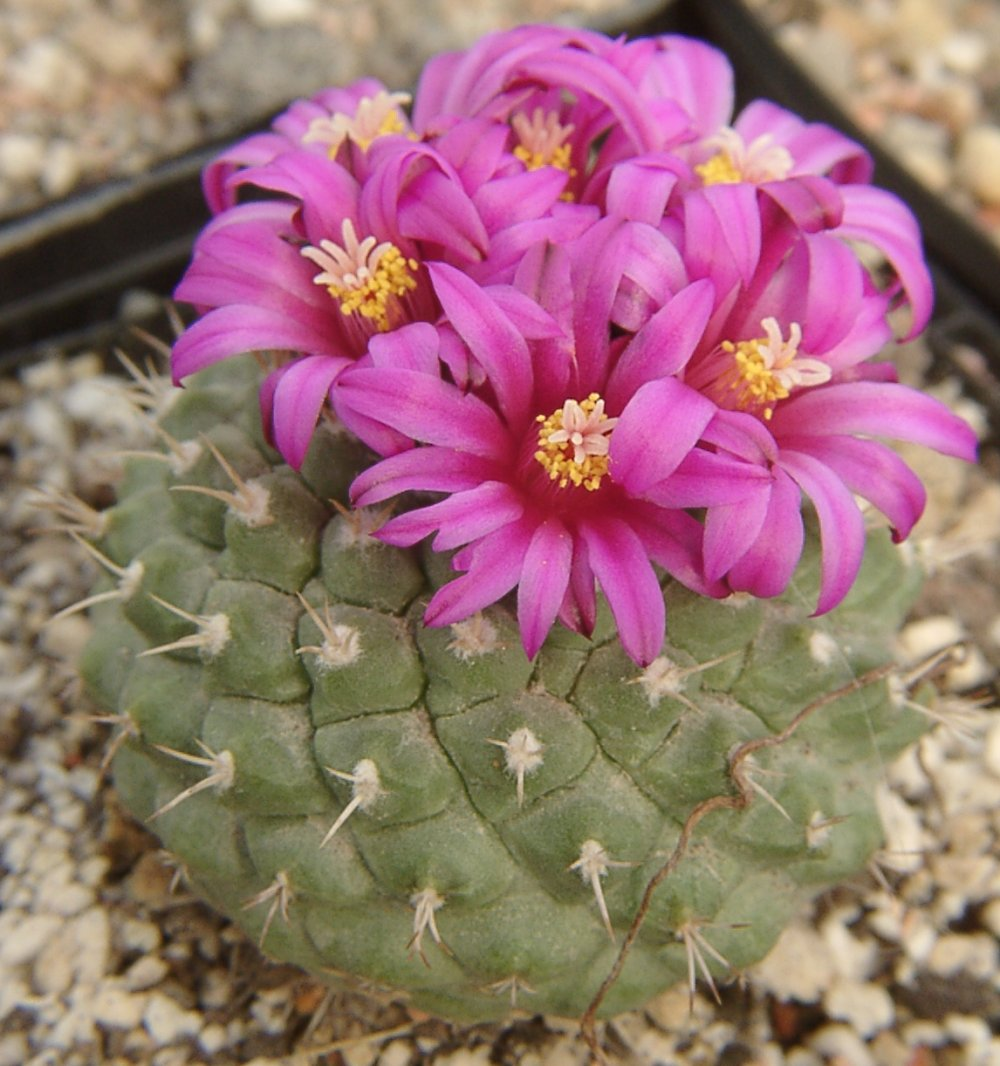
Strombocactus disciformis ssp. esperanzae Glass & S.Arias 1996

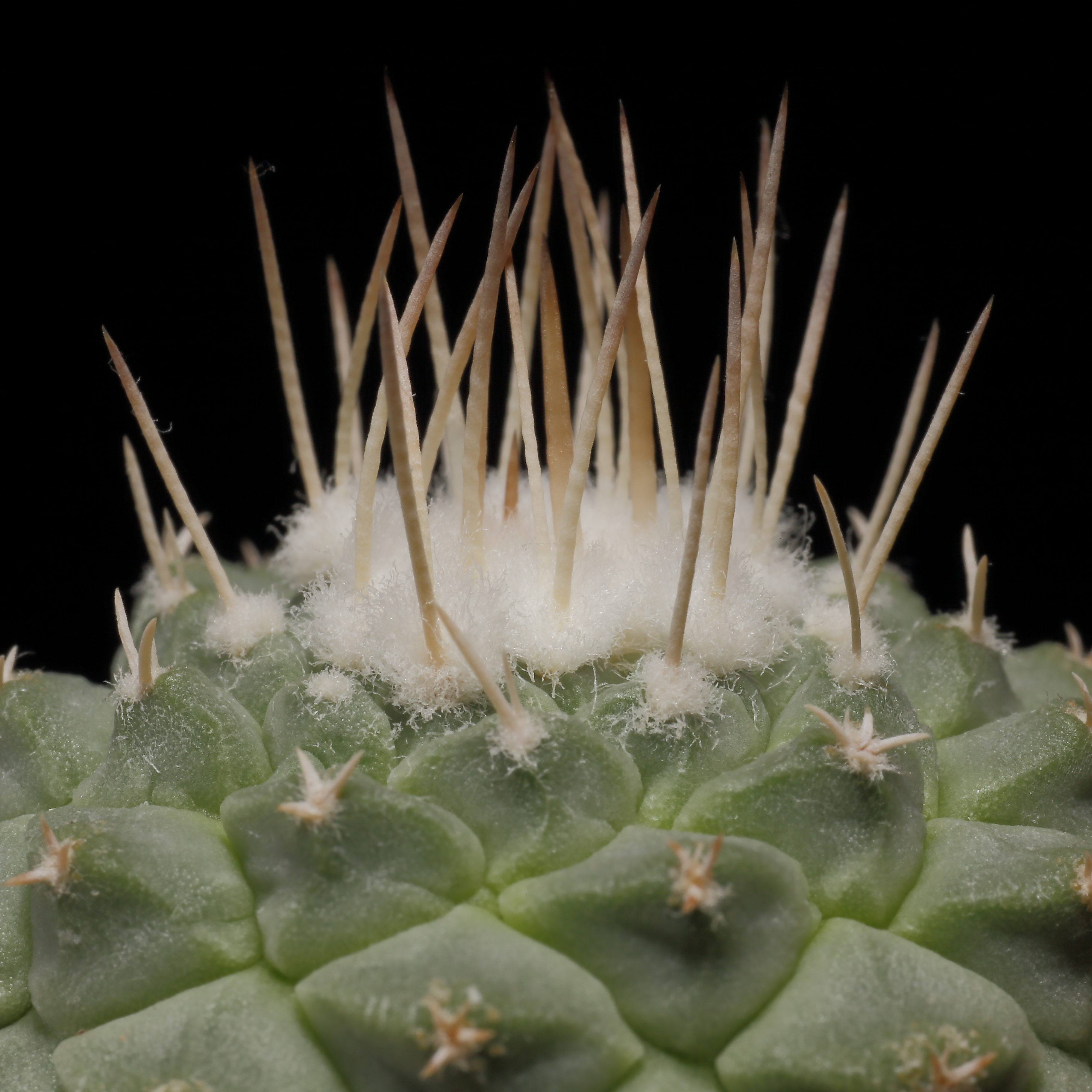
Närbild på taggar och vårtor.